# Tromsø (Tettsted)
Tromsø (nordsamisch Romsa; kvenisch Tromssa) ist ein Tettsted in der norwegischen Kommune Tromsø in der Provinz (Fylke) Troms. Im Tettsted Tromsø leben 42.782 Einwohner (Stand: 1. Januar 2024). Als Stadt Tromsø werden im allgemeinen Sprachgebrauch meist die drei Tettsteder Tromsø, Kvaløysletta und Tromsdalen, die bis 2012 noch einen Tettsted bildeten, aufgefasst. Die Stadt ist das Verwaltungszentrum der Kommune Tromsø und der Verwaltung des Fylkes Troms.

## Unterscheidung Tettsted, Stadt und Kommune Tromsø

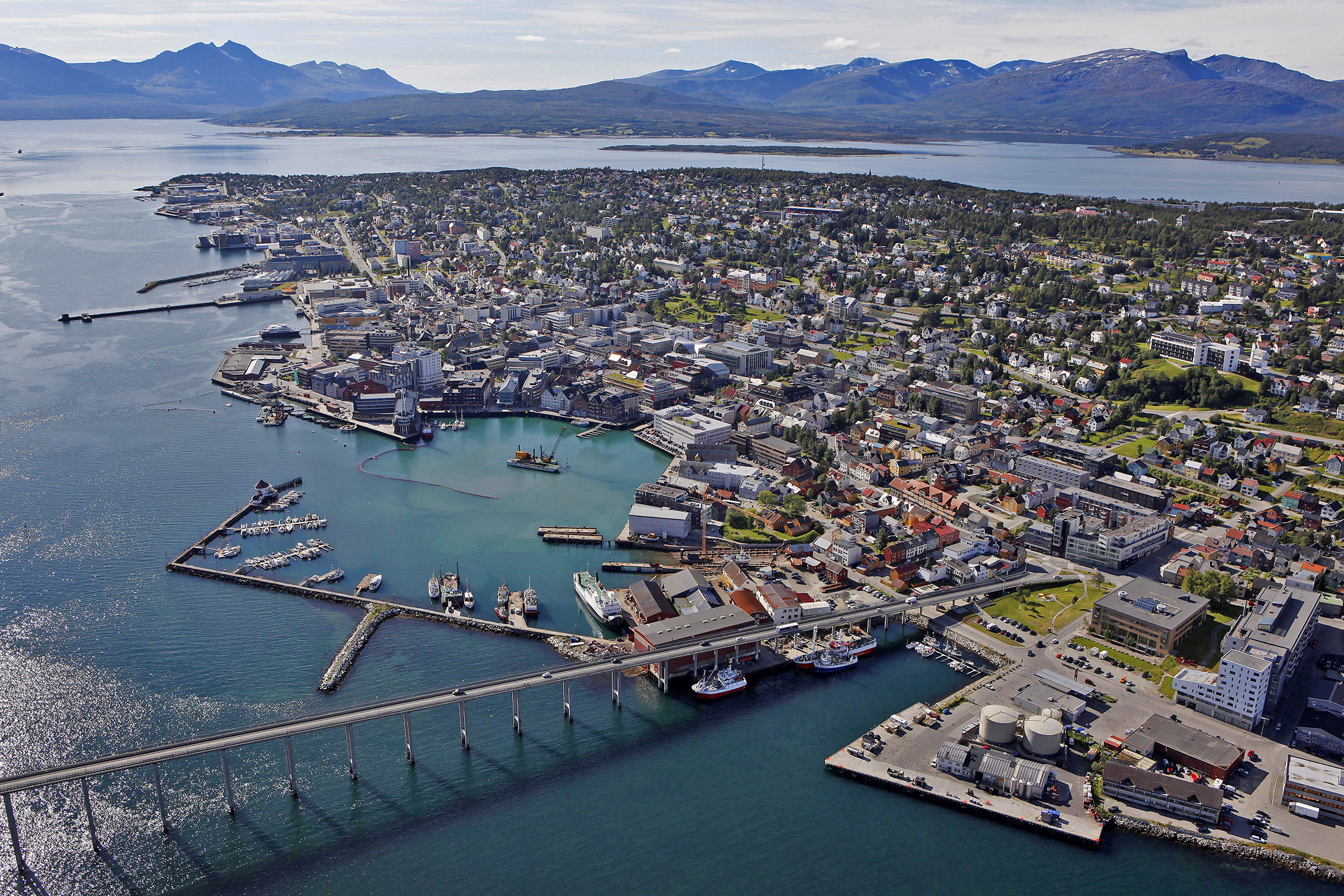
Blick auf das Zentrum von Tromsø

Bei Tettstedern handelt es sich um urbane Räume, die von der Statistikbehörde Statistisk sentralbyrå (SSB) nach vorgegebenen Kriterien als solche bewertet werden. Die von der Behörde festgelegten Grenzen der Tettsteder verlaufen unabhängig von verwaltungspolitischen Grenzen und orientieren sich an der tatsächlichen Ausdehnung von Dörfern und Städten.
Der Tettsted Tromsø hat eine Fläche von 13,8 km² und 42.782 Einwohner (Stand: 1. Januar 2024) und ist damit weit kleiner als die Kommune Tromsø mit einer Fläche von 2.520,8 km² und 79.421 Einwohnern. In der Statistik für das Jahr 2012 lag der Tettsted Tromsø noch bei 57.015 Einwohnern und einer Größe von 22,8 km². Für die Statistik des Jahres 2013 wurden vom Tettsted Tromsø schließlich die Tettsteder Hamna, Tromsdalen und Kvaløysletta abgespalten. Tromsdalen und Kvaløysletta liegen jeweils nicht auf der Insel Tromsøya, sondern an zwei gegenüberliegenden Uferseiten der Insel. Grund für die Änderung war, dass die Statistikbehörde im Jahr 2013 dazu überging, genau nach den Regeln vorzugehen, und keine Ausnahmeregelungen mehr traf. Tromsø ging durch die Abspaltungen auf 32.774 Einwohner zurück. In der Statistik für das Jahr 2017 wurden Tromsø und Hamna wieder zusammengelegt.
Für die Stadt Tromsø wird im allgemeinen Sprachgebrauch jedoch meist weiter der frühere Tettstedbereich angewendet. Als Stadt Tromsø zählt nach dieser Auffassung das Gebiet, das aus den drei Tettstedern Tromsø, Kvaløysletta und Tromsdalen besteht. Eine genaue Definition des Begriffs „Stadt“ gibt es nicht. Durch die Aufteilung Tromsøs in mehrere Tettsteder ist auch die Bezeichnung „größte nordnorwegische Stadt“ umstritten, da der Tettsted Bodø mehr Einwohner hat als der Tettsted Tromsø, aber weniger als das im Allgemeinen als Stadt Tromsø aufgefasste Areal. Tromsø wird in den meisten Zusammenhängen deshalb weiter als größte nordnorwegische Stadt angesehen.
| Tettsted     | Einwohnerzahl | Einwohnerzahl | Einwohnerzahl | Einwohnerzahl | Einwohnerzahl | Einwohnerzahl | Einwohnerzahl |
| Tettsted     | 1990          | 2000          | 2012          | 2013          | 2017          | 2020          | 2024          |
| ------------ | ------------- | ------------- | ------------- | ------------- | ------------- | ------------- | ------------- |
| Tromsø       | 38.333        | 49.372        | 57.015        | 32.774        | 38.980        | 40.926        | 42.782        |
| Tromsdalen   | –             | –             | –             | 16.071        | 16.787        | 17.495        | 18.291        |
| Kvaløysletta | –             | –             | –             | 7976          | 8681          | 8951          | 8775          |
| Hamna        | –             | –             | –             | 3938          | –             | –             | –             |

## Geografie
Der Tettsted liegt vollständig auf der Insel Tromsøya, die die einwohnerreichste Insel Norwegens ist. Im Osten der Insel liegt das Festland, auf dem auch der Tettsted Tromsdalen liegt. Das Festland und die Tromsøya werden durch die Meerenge Tromsøysundet getrennt. Westlich der Tromsøya liegt die Insel Kvaløya. Dort befindet sich auf der gegenüberliegenden nordwestlichen Uferseite der Meerenge Sandnessundet der Tettsted Kvaløysletta.
Das Stadtzentrum von Tromsø liegt im Südosten der Tromsøya. Der höchste Punkt der Insel ist die Erhebung Tromsøyvarden im Norden der Insel. Sie erreicht eine Höhe von rund 158 moh.

## Verkehr
Durch Tromsø führt die Europastraße 8 (E8). Die Straße führt zunächst von Kvaløysletta auf der Insel Kvaløya über eine Brücke über den Sandnessundet auf die Tromsøya. Dort führt sie teilweise in einem Tunnelsystem unter der Stadt hindurch und auf der anderen Inselseite durch den Tromsøysundtunnel unter dem Tromsøysundet hindurch nach Tromsdalen auf dem Festland. Des Weiteren führt weiter südlich die Tromsøbrua von der Tromsøya nach Tromsdalen. Nördlicher der Brücke verläuft zudem ein Tunnel unter dem Tromsøysundet zwischen dem Festland und der Tromsøya. Im Westen der Tromsøya liegt der Flughafen Tromsø. Auf der Insel liegt zudem der Hafen von Tromsø.

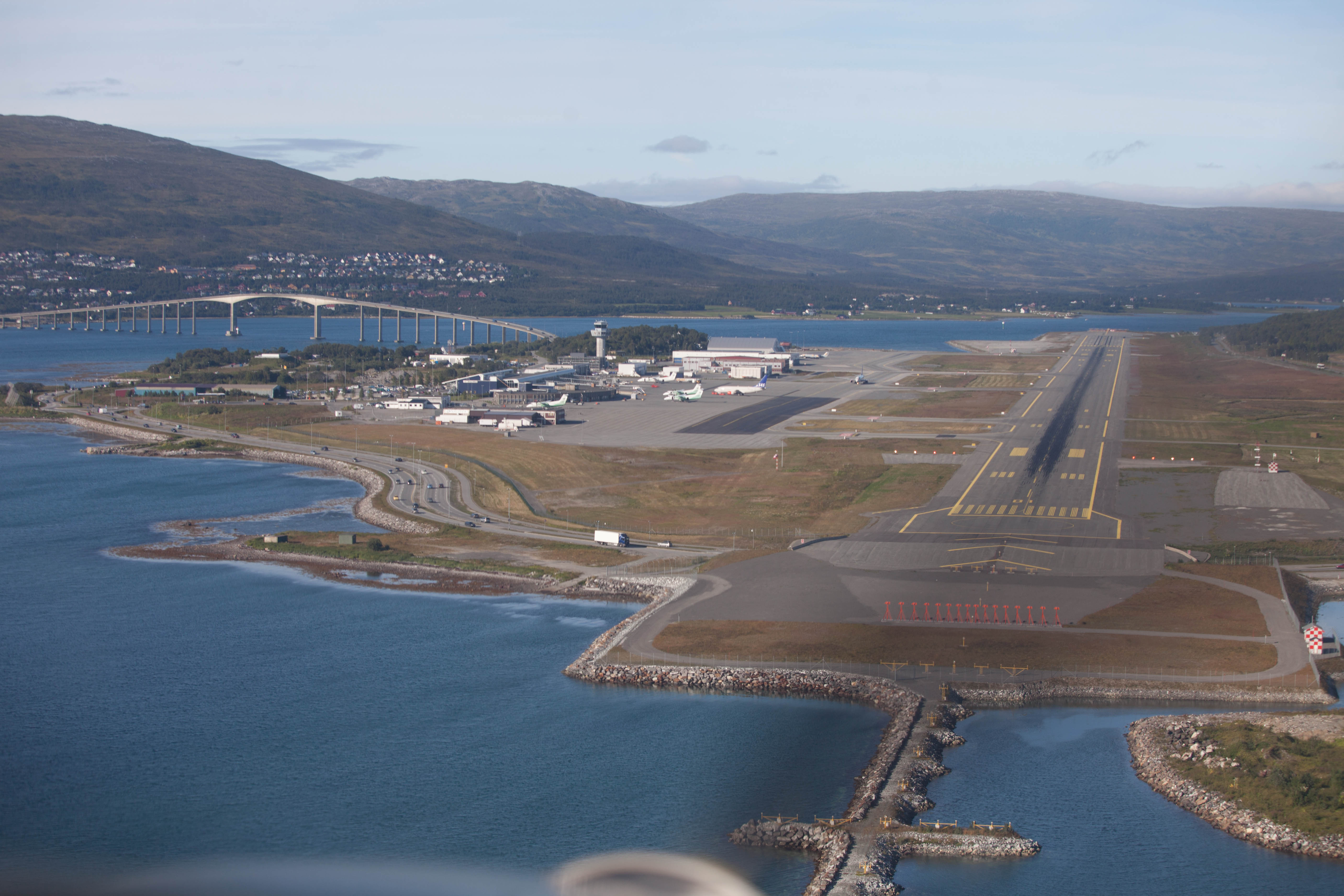
Flughafen Tromsø
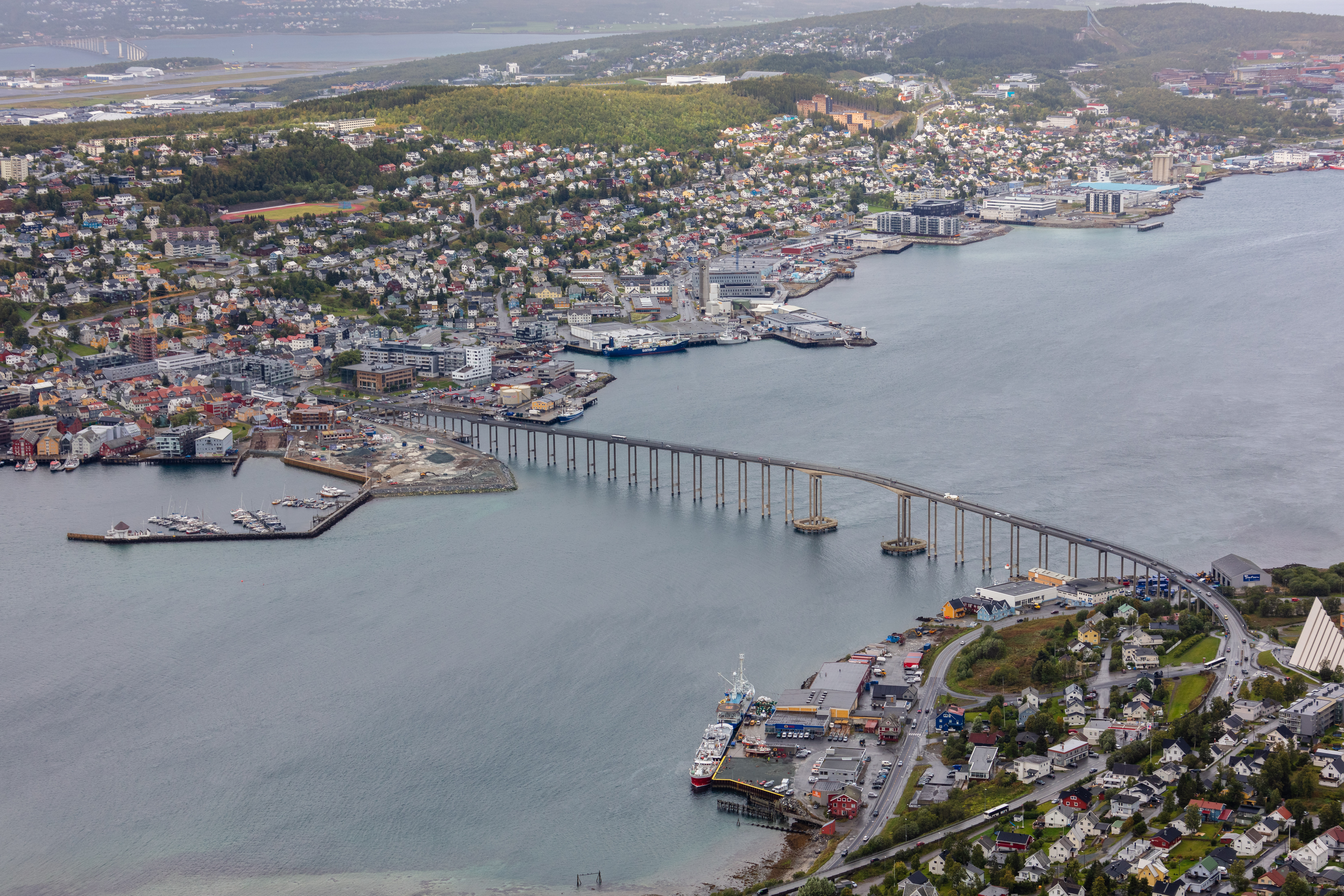
Tromsøbrua
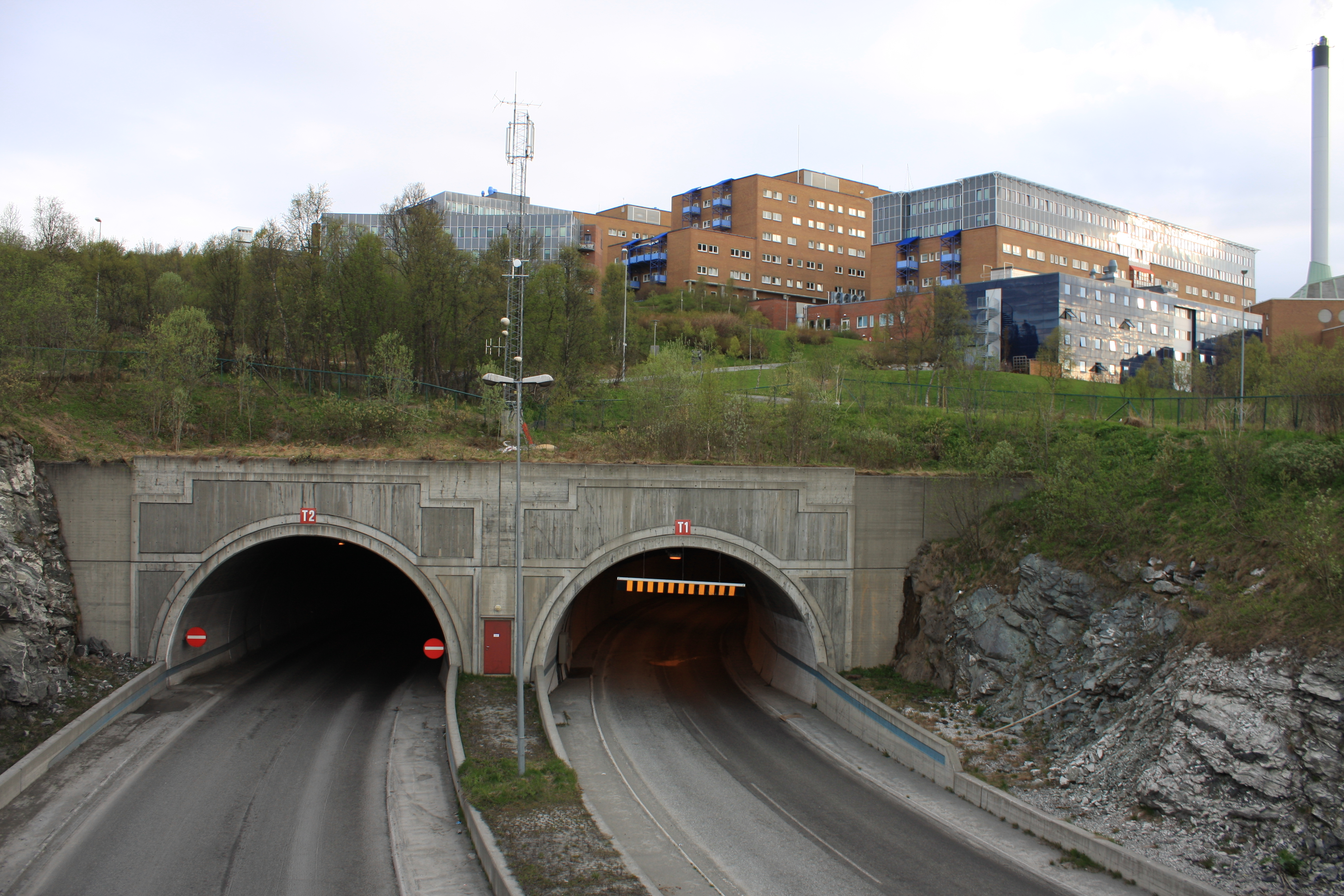
Tromsøysundtunnel

## Name
Der Name Tromsø leitet sich vom altnordischen Namen Trums ab, wobei dessen Herkunft nicht sicher geklärt ist. Eine Erklärung legt einen Ursprung in *Strums nahe, wobei es sich um eine Ableitung vom altnordischen Begriff straumr (deutsch „Strömung“) handeln würde. Ein anderer Ansatz stellt die Herkunft von *trem- dar, wobei auch dieses Wort auf eine Strömung zurückzuführen ist.